# Vaccinium arbutoides
Vaccinium arbutoides là một loài thực vật có hoa trong họ Thạch nam. Loài này được C.B. Clarke miêu tả khoa học đầu tiên năm 1882.